# Benjamin Kendall Emerson

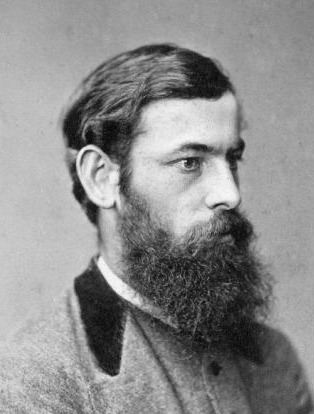
Benjamin Kendall Emerson (ca. 1867)

Benjamin Kendall Emerson (* 20. Dezember 1843 in Nashua, New Hampshire; † 7. April 1932 in Amherst, Massachusetts) war ein US-amerikanischer Geologe und Paläontologe.

## Leben
Emerson studierte Geologie am Amherst College mit dem Abschluss 1865. Ursprünglich wollte er dort bei Charles Henry Hitchcock studieren, konnte bei ihm aber nur wenige Vorlesungen hören, da er bald darauf emeritiert wurde. Danach lehrte er Chemie und Zoologie an der Groton Academy und setzte sein Studium der Geologie an den Universitäten Göttingen und Berlin fort. 1870 wurde er in Göttingen promoviert (Die Liasmulde von Markoldendorf bei Einbeck). 1872 bis 1917 war er Professor für Geologie am Amherst College (und gleichzeitig 1883 bis 1885 am Smith College). Dort zählten eine Reihe bedeutender Geologen zu seinen Schülern.
1893 überlebte er einen Eisenbahnunfall (nach dem schon sein Nachruf im Springfield Republican erschien).
Ab 1890 war er Assistant Geologist und 1896 bis 1920 Geologist des US Geological Survey. Er untersuchte insbesondere die Geologie von Massachusetts (dort kartierte er für den US Geological Survey), von Rhode Island und im Tal des Connecticut River. Seine geologische Karte von Massachusetts (das auch Teile der Appalachen umfasste) im Maßstab 1:250.000 erschien 1916 und ersetzte die älteren Karten seines Vorgängers Hitchcock (von 1833, 1841). Sie wurde wiederum 1983 durch eine Nachfolgekarte des GSA (Bedrock Geologic Map of Massachusetts) ersetzt, erstellt durch ein Team unter Leitung von E-an Zen.
Emerson forschte auch zum Thema der verschieden geneigten Rotationsachsen der Planeten. Der Paläobiogeograph Theodor Arldt hatte diese Gedanken aufgegriffen, die dann von Wilhelm Bölsche in seinem Buch Eiszeit und Klimawechsel als „Emerson-Arldtsche Idee“ diskutiert wurden.
1899 war er Präsident der Geological Society of America. Er war seit 1895 Mitglied der American Academy of Arts and Sciences und seit 1897 der American Philosophical Society.